# Cão (arma de fogo)

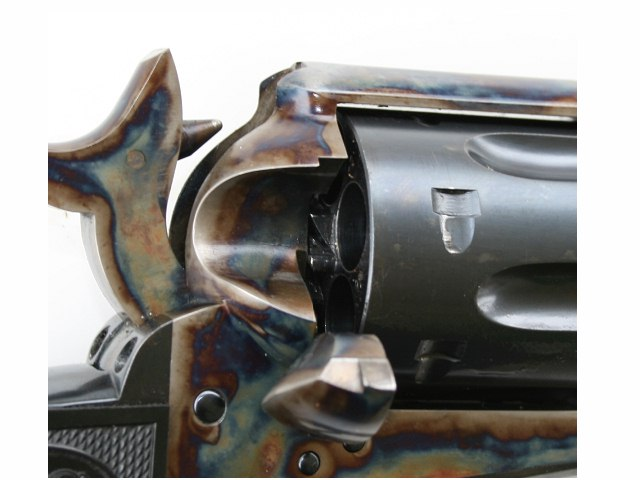
O cão de um revólver antigo do tipo "percussão direta" engatilhado.

Cão é a designação da peça de uma arma de fogo responsável por propiciar energia para o impacto contra a espoleta do cartucho, para acender o propelente e disparar o projétil. O sistema é dito de "percussão direta", se o percussor for fixo no cão, ou de "percussão indireta" se o percussor for um pino separado.
O cão em si é uma peça de metal que gira vigorosamente em torno de um ponto de articulação. O movimento de ativação do cão pode ser denominado como "armar" ou "engatilhar" uma arma.[carece de fontes?]

## Histórico da evolução

### Antecedentes
1. Canhão de mão que só se tornou viável em 1364.[3]
2. Surgimento da "mecha" de fósforo lento.[4]
3. Aperfeiçoamento do conceito e uso do ouvido da arma.[3]

### Primeiros passos
1. É aperfeiçoado o mecanismo de fecho de mecha no início da década de 1400.[4]
2. Surge o sistema de "bloqueio de roda" wheellock em 1509 de custo ainda muito alto,[3] usando um pedaço de pirita preso a um "braço", chamado "dogshead" (origem do termo cão),[4] que em contato com uma roda de metal, criava fagulhas, disparando a arma.
3. Surge o mecanismo de pederneira em meados da década de 1600,[4] que através do atrito entre duas peças de metal, gerava fagulhas e acendia a pólvora.[3]

### Surgimento do cão
1. Em 1822 o primeiro sistema com uso real de um "cão" foi estabelecido,[4] com o uso de espoletas de percussão com fulminato de mercúrio.[3]
2. O último passo da evolução foi o surgimento do cartucho completo autocontido (com espoleta, pólvora e projétil) facilitando o recarregamento da arma.[4] A utilização continuava a mesma: o cão atingia a espoleta incendiando a pólvora e disparando o projétil.[5]

## Exemplos

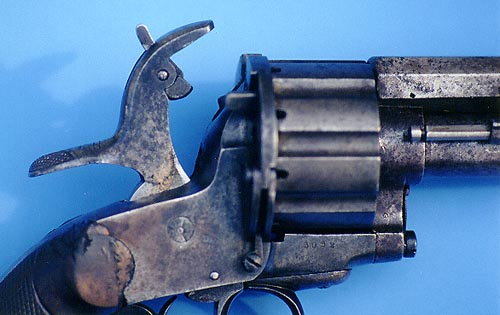
O cão de um revólver antigo do tipo "percussão direta"
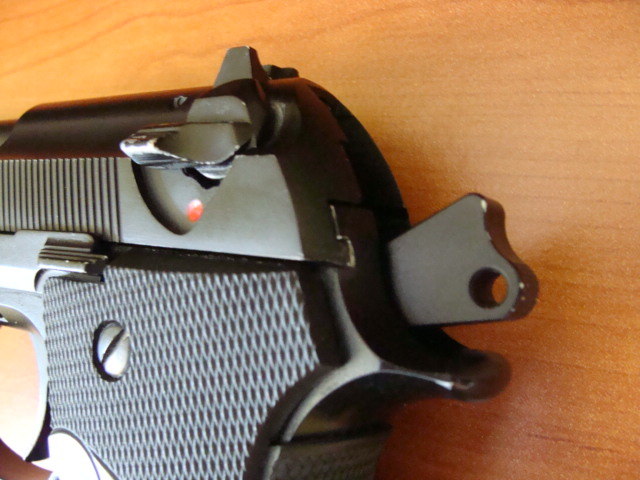
O cão de uma pistola moderna do tipo "percussão indireta"
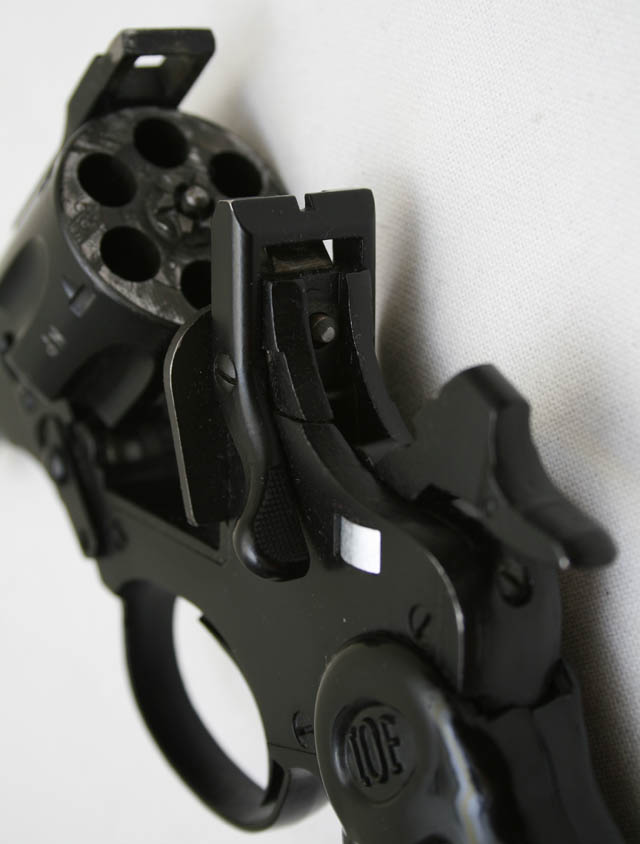
O cão de um revólver antigo do tipo "percussão indireta"